# Medalla conmemorativa de la expedición de México
La medalla conmemorativa de la campaña mexicana en 1862 (en francés Médaille commémorative de l'expédition du Mexique) fue establecida por un decreto del 29 de agosto de 1863. Esta condecoración fue otorgada a todos aquellos que participaron en la operación emprendida por Napoleón III en México para tratar de crear, como contrapeso a los Estados Unidos, una nación de inspiración europea y establecer un Estado soberano en cuyo cabeza estaría Maximiliano de Habsburgo.

## Cinta
Marfil con una cruz de San Andrés con una banda roja y una banda verde y superpuesta un águila azteca con una serpiente en su pico y garras.

## Medalla
La medalla realizada en plata es un disco con la cara de Napoleón III mirando hacia la derecha, rodeado de una corona de laurel. Bajo el cuello del emperador aparece la firma del diseñador 'BARRE' (Albert Désiré Barre). En la parte posterior el rubro de "EXPEDITION DU MEXIQUE" y debajo de la fecha "1862-1863" en una banda circular, cuyo centro estaban los nombres de batallas históricas : CUMBRES, CERRO-BORREGO, SAN-LORENZO, PUEBLA, MEXICO.

## Galería

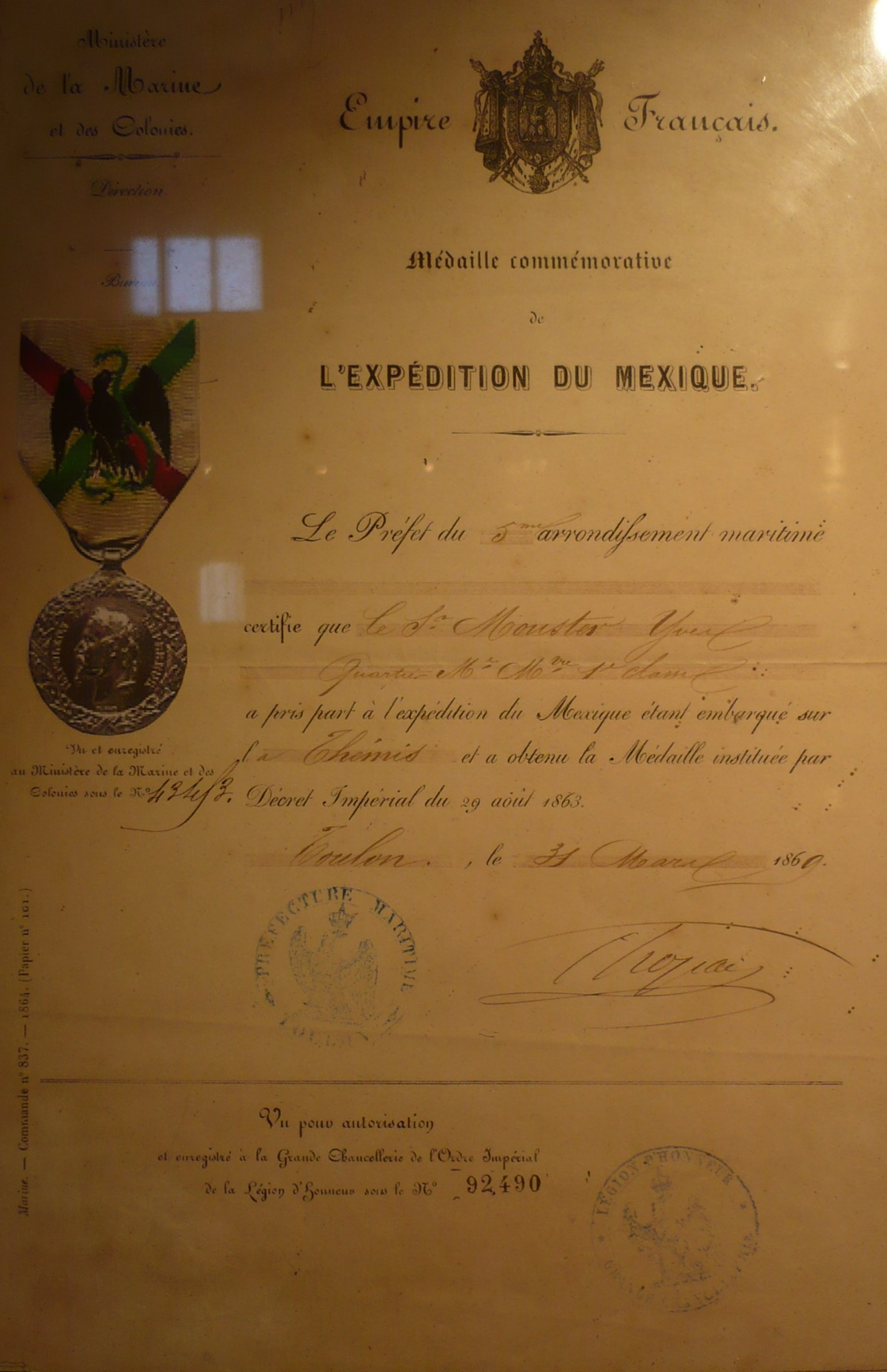
Premio Diploma la medalla conmemorativa de México
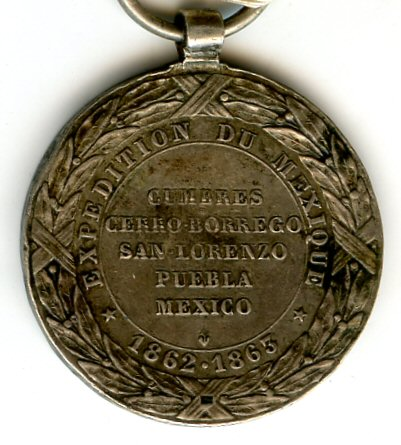
Reverso de la medalla
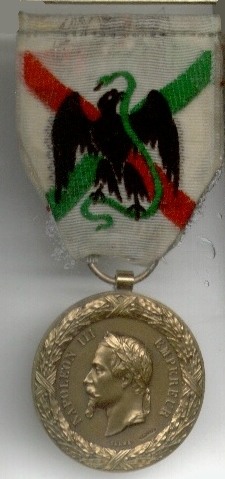
Medalla conmemorativa de México
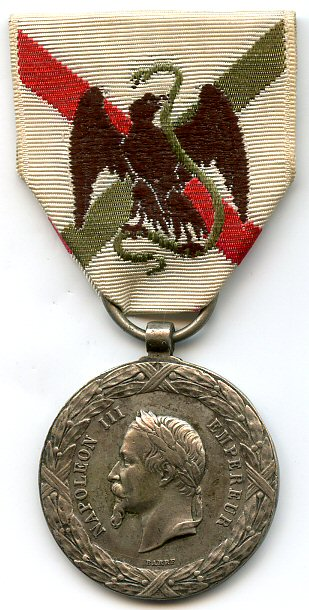
Medalla conmemorativa de México
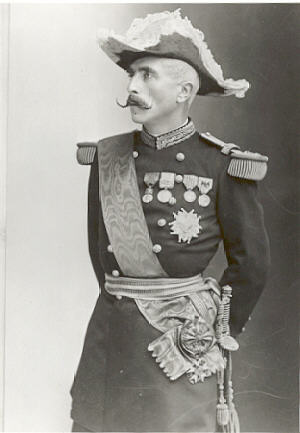
El general de Galliffet, portando la medalla conmemorativa de México

## Galardonados notables (lista parcial)
- Vitalis Pacha
- Mayor Napoléon-Charles Bonaparte
- Gaston de Galliffet
- Mariscal de Francia Élie Frédéric Forey
- General Pierre Émile Arnaud Édouard de Colbert-Chabannais
- General Gustave Léon Niox
- General Jean François Jules Herbé
- General Armand Alexandre de Castagny
- General Philippe Marie André Roussel de Courcy
- General Auguste Mercier
- General Édouard Aymard
- AlmiranteHenri Rieunier
- Contraalmirante Benjamin Jaurès
- Coronel Charles Nicolas Friant
- Coronel Charles Paul Narcisse Moreau
- Capitán de navío Henri Rivière